# Каретников Семен Микитович
Семе́н Мики́тович Каретников (також Каретник; 1893—1920) — український військовий діяч, один з провідників махновського руху (1917—1920 роки).

## Біографія
Народився 1893 року в селі Шагарове (сучасне Марфопіль) Гуляйпільської волості у наймитській сім'ї.
1917 року приєднався до анархічного руху «Чорна гвардія» під проводом Нестора Махна. У 1918 році став командиром штабного батальйону і гуляйпільського загону. У 1919 році — начальник гарнізону Бердянська, а з вересня по грудень 1919 року — командир піхотного гуляйпільського полку. 27 липня 1919 року брав участь в ліквідації самопроголошеного гетьмана України Никифора Григор'єва в селі Сентово (нині Родниківка).
1920 року став помічником Нестора Махна та членом Ради Революційної повстанської армії України (РПАУ). Під час наступу більшовицьких військ у жовтні 1920 року в Перекопсько-Чонгарській операції командував Кримським корпусом РПАУ. 8 листопада 1920 року Кримський корпус РПАУ форсував Сиваш і вийшов на Литовський півострів в тил перекопських укріплень П. Н. Врангеля. 9 листопада в бою біля озера Безіменне Кримський корпус Каретника розгромив п'ятитисячний кінний корпус генерала І. Г. Барбовича. 24 листопада у Мелітополі Семена Каретникова разом з начальником штабу Петром Гавриленком затримали більшовики, а 28 листопада їх розстріляли.